# Синшу
Синшу (кит. трад. 行書, упр. 行书, пиньинь xíngshū; также ходовое письмо) — исторический стиль китайской каллиграфии.

## История
Принято считать, что основоположником этого стиля был Лю Дэшэн, живший в эпоху Восточная Хань (25 — 220). Синшу было более удобочитаемым, чем скоропись цаошу под влиянием форм кайшу. В начале эпохи Вэй (220—265) Чжун Яо несколько видоизменил его, а в эпоху Восточная Цзинь (317—420) два выдающихся каллиграфа — Ван Сичжи и Ван Сяньчжи — довели синшу до совершенства, после чего оно получило широчайшее распространение.
Бытовое рукописное письмо в Китае основано на синшу.

## Галерея
- Каллиграфия Янь Чжэньцина
- Каллиграфия Кукая
- Каллиграфия Сайтё
- Каллиграфия Нобоюки Абэ